# Macierz gęstości
Macierz gęstości (ang. density matrix) lub operator gęstości (ang. density operator) to matematyczna reprezentacja stanu układu kwantowego. Jest ogólniejsza od reprezentacji wektorowej, gdyż oprócz stanów czystych (reprezentowanych przez wektor) obejmuje również półklasyczne stany mieszane.
Formalizm operatorów gęstości został wprowadzony przez Johna von Neumanna w 1927.

## Tworzenie macierzy gęstości
Dla stanu czystego reprezentowanego przez wektor {\displaystyle |\psi \rangle } odpowiadający mu operator to
{\displaystyle \rho =|\psi \rangle \langle \psi |,}
czyli operator rzutowy rzutujący na jednowymiarową podprzestrzeń {\displaystyle |\psi \rangle } przestrzeni Hilberta {\displaystyle {\mathcal {H}}.}
Z kolei dla stanu mieszanego składającego się z (nieinterferujących ze sobą) składników {\displaystyle |\psi _{i}\rangle } odpowiadający mu operator gęstości to
{\displaystyle \rho =\sum _{i}\lambda _{i}|\psi _{i}\rangle \langle \psi _{i}|,}
gdzie {\displaystyle \lambda _{i}} to prawdopodobieństwa znalezienia poszczególnego składnika. Muszą one spełniać {\displaystyle 0\leqslant \lambda _{i}<1} dla każdego i oraz {\displaystyle \sum _{i}\lambda _{i}=1.}

## Własności
Dla układu kwantowego opisywanego w przestrzeni Hilberta {\displaystyle {\mathcal {H}},} operator gęstości to dowolny operator liniowy ciągły {\displaystyle \rho :{\mathcal {H}}\to {\mathcal {H}}} spełniający poniższe warunki
- {\displaystyle \rho } jest samosprzężony,
- {\displaystyle \rho } jest dodatnio określony,
- {\displaystyle \operatorname {Tr} (\rho )=1}
- {\displaystyle \operatorname {Tr} (\rho ^{2})\leqslant 1,} przy czym równość zachodzi wyłącznie dla stanu czystego.

Gdy układ jest opisywany w skończenie wymiarowej przestrzeni Hilberta, macierz gęstości jest rzeczywiście reprezentowana przez macierz operatora liniowego.
Zbiór wszystkich macierzy gęstości przestrzeni Hilberta {\displaystyle {\mathcal {H}}} jest oznaczany jako {\displaystyle S({\mathcal {H}}).} Jest to zbiór wypukły, co oznacza, że każdy operator gęstości może być przedstawiony jako kombinacja wypukła:
{\displaystyle \rho =\sum _{i}a_{i}\sigma _{i}}
gdzie {\displaystyle \sigma _{i}\in S({\mathcal {H}}),} {\displaystyle a_{i}\geqslant 0,} dla każdego {\displaystyle i} oraz {\displaystyle \sum _{i}a_{i}=1.}
Przedstawienie to jest niejednoznaczne, co oznacza że stan mieszany układu kwantowego może być zrealizowany jako próbka stanów czystych na wiele sposobów.
Stany czyste są punktami ekstremalnymi zbioru macierzy gęstości i jako takie mają jednoznaczne przedstawienie.

## Równanie von Neumanna dla macierzy gęstości
Tak jak dla funkcji falowych istnieje równanie Schrödingera, również dla macierzy gęstości istnieje odpowiednie równanie zwane równaniem von Neumanna (lub Liouville’a-von Neumanna)
{\displaystyle i\hbar {\frac {\partial \rho }{\partial t}}=[{\hat {H}},\rho ],}
gdzie {\displaystyle [{\hat {H}},\rho ]} to komutator hamiltonianu z macierzą gęstości.
Dzięki temu, że powyższe równanie jest liniowe, w wyprowadzeniu można ograniczyć się do stanów czystych. Istotna jest także samosprzężoność hamiltonianu.
{\displaystyle {\begin{aligned}{\frac {\partial |\psi \rangle \langle \psi |}{\partial t}}&={\frac {\partial |\psi \rangle }{\partial t}}\langle \psi |+|\psi \rangle {\frac {\partial \langle \psi |}{\partial t}}\\&=\left({\frac {1}{i\hbar }}{\hat {H}}|\psi \rangle \right)\langle \psi |+|\psi \rangle \left({\frac {1}{i\hbar }}{\hat {H}}|\psi \rangle \right)^{*}\\&={\frac {1}{i\hbar }}\left({\hat {H}}|\psi \rangle \langle \psi |-|\psi \rangle \langle \psi |{\hat {H}}\right)\\&={\frac {1}{i\hbar }}\left[{\hat {H}},|\psi \rangle \langle \psi |\right]\end{aligned}}}

## Obliczanie wartości oczekiwanej
Dla operatora obserwabli {\displaystyle {\hat {A}}} wartość średnia na wektorze {\displaystyle |\psi \rangle } to
{\displaystyle \langle {\hat {A}}\rangle =\langle \psi |{\hat {A}}|\psi \rangle .}
W przypadku mieszania stanów wartość średnią operatora należy uśrednić po wszystkich stanach podlegających mieszaniu wagowaną przez prawdopodobieństwa ich wystąpienia
{\displaystyle \langle {\hat {A}}\rangle =\sum _{i}\lambda _{i}\langle \psi _{i}|{\hat {A}}|\psi _{i}\rangle .}
Do wnętrza powyższego wyrażenia możemy wstawić operator jednostkowy:
{\displaystyle \langle {\hat {A}}\rangle =\sum _{i}\lambda _{i}\langle \psi _{i}|{\hat {A}}\sum _{j}|\psi _{j}\rangle \langle \psi _{j}|\psi _{i}\rangle .}
Możemy przestawić {\displaystyle \lambda _{i}} pod znak sumy oraz zmienić indeks sumowania w (), dzięki czemu otrzymujemy:
{\displaystyle \langle {\hat {A}}\rangle =\sum _{i}\langle \psi _{i}|{\hat {A}}\lambda _{i}\sum _{j}|\psi _{j}\rangle \langle \psi _{j}|\psi _{i}\rangle ,}
{\displaystyle \langle {\hat {A}}\rangle =\sum _{i}\langle \psi _{i}|{\hat {A}}{\hat {\rho }}|\psi _{i}\rangle ,}
{\displaystyle \langle {\hat {A}}\rangle =\operatorname {tr} ({\hat {A}}{\hat {\rho }}).}

## Formuła Borna-von Neumana
W wyniku pomiaru obserwabli {\displaystyle X} na układzie opisanym przez operator gęstości {\displaystyle \rho ,} otrzymujemy rozkład prawdopodobieństwa na przestrzeni możliwych wyników opisany wzorem
{\displaystyle \mu _{\rho }^{X}(\omega )=\operatorname {Tr} (f_{X}(\omega )\rho ),}
gdzie {\displaystyle f_{X}:{\mathcal {B}}(R)\to X} to rozkład spektralny obserwabli {\displaystyle X.}

## Przykład
W odniesieniu do spektroskopii NMR operator macierzy gęstości {\displaystyle {\hat {\rho }}} opisuje średnią statystyczną układu spinów po wszystkich stanach {\displaystyle \psi ,} w których się one znajdują:
{\displaystyle {\hat {\rho }}={\overline {|\psi \rangle \langle \psi |}}.} Elementy diagonalne macierzy {\displaystyle \rho _{\alpha \alpha }} oraz {\displaystyle \rho _{\beta \beta },} odpowiadające stanom własnym energii Zeemana {\displaystyle |\alpha \rangle ,|\beta \rangle } odpowiadają spinom będącym na głównych poziomach energetycznych spinów w polu magnetycznym, są to tzw. populacje. Elementy poza diagonalne {\displaystyle \rho _{\beta \alpha },} {\displaystyle \rho _{\alpha \beta }} w macierzy nazwane są koherencjami, odpowiadają one superpozycjom stanów.